# Iain Macmillan
Iain Stewart Macmillan (Dundee, 20 ottobre 1938 – Carnoustie, 5 agosto 2006) è stato un fotografo scozzese.
Noto principalmente per essere stato l'autore della celebre fotografia dei Beatles mentre attraversano le strisce pedonali utilizzata per la copertina dell'album Abbey Road del 1969.
Dopo essere nato e cresciuto in Scozia, si trasferì a Londra per diventare un fotografo professionista. Inserì una foto di Yōko Ono in un libro da lui pubblicato nel 1966 e venne quindi invitato dalla Ono a fotografare la sua mostra alla Indica Gallery. Lei gli presentò John Lennon. Successivamente John chiese a Macmillan di occuparsi delle fotografie per la copertina di Abbey Road. Collaborò con i Lennon per vari anni, arrivando anche a soggiornare per qualche tempo nel loro appartamento di New York.

## Carriera

### Inizi
Nel 1958 si trasferisce a Londra per studiare Fotografia presso il Regent Street Polytechnic. Il suo primo lavoro fu su una nave da crociera come fotografo di bordo. Fece ritorno a Dundee nel 1959 per fotografare scene di strada. Nei primi anni sessanta iniziò a lavorare per The Sunday Times e Illustrated London News. In seguito si occupò del catalogo della mostra "The Sculpture of David Wynne". Pubblicò il libro fotografico The Book of London (1966), dove a pagina 181 compare una foto di Yoko Ono durante la performance artistica "Handkerchief Piece". L'immagine mostra Yoko e altre tre persone imbavagliate con dei fazzoletti. Colpita dal suo lavoro, Yoko chiese a Macmillan di occuparsi di fotografare la sua mostra personale alla Indica Gallery di Londra. In seguito Yoko presentò John Lennon a Macmillan.

### Abbey Road

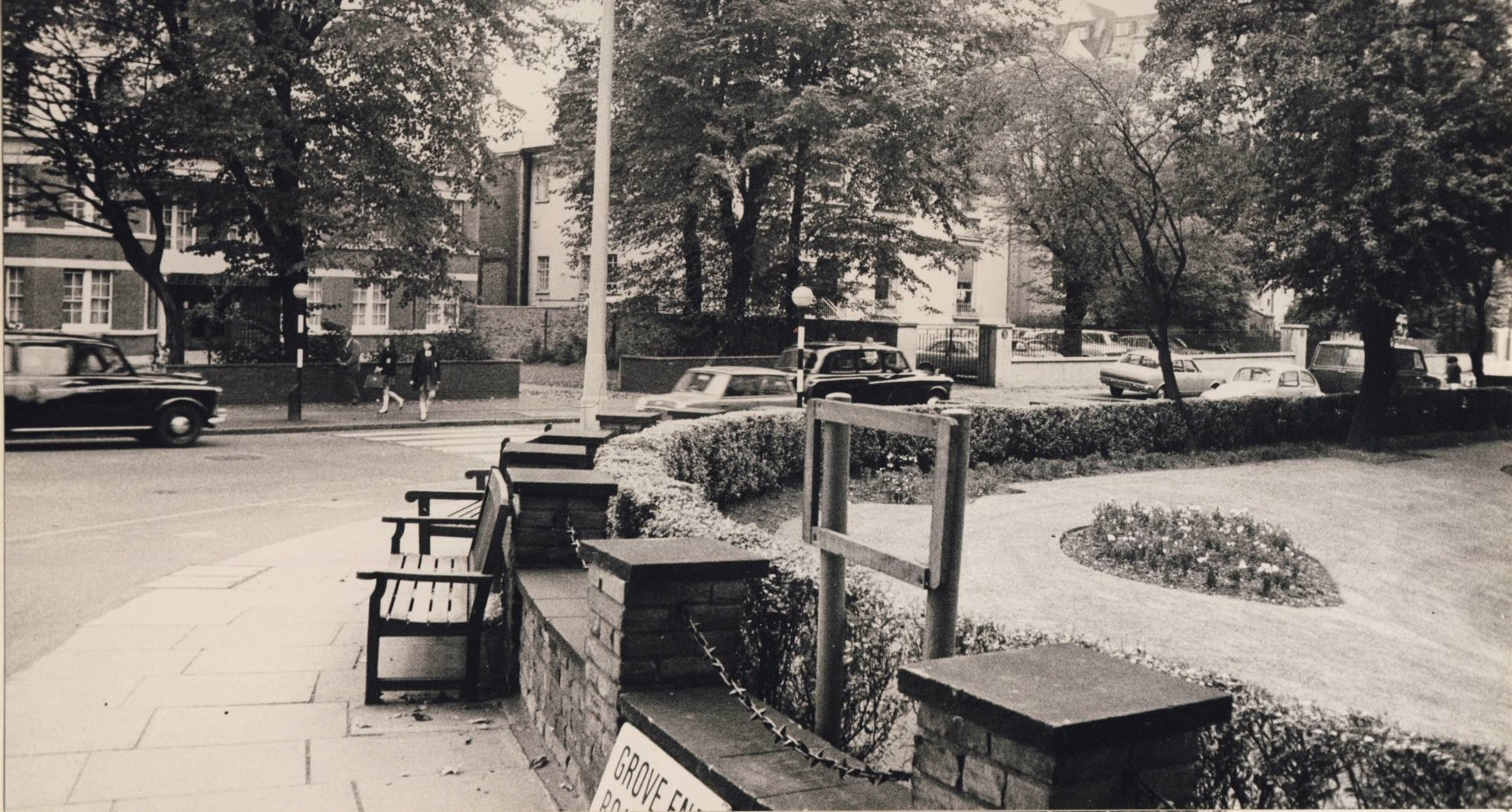
Abbey Road nel 1969

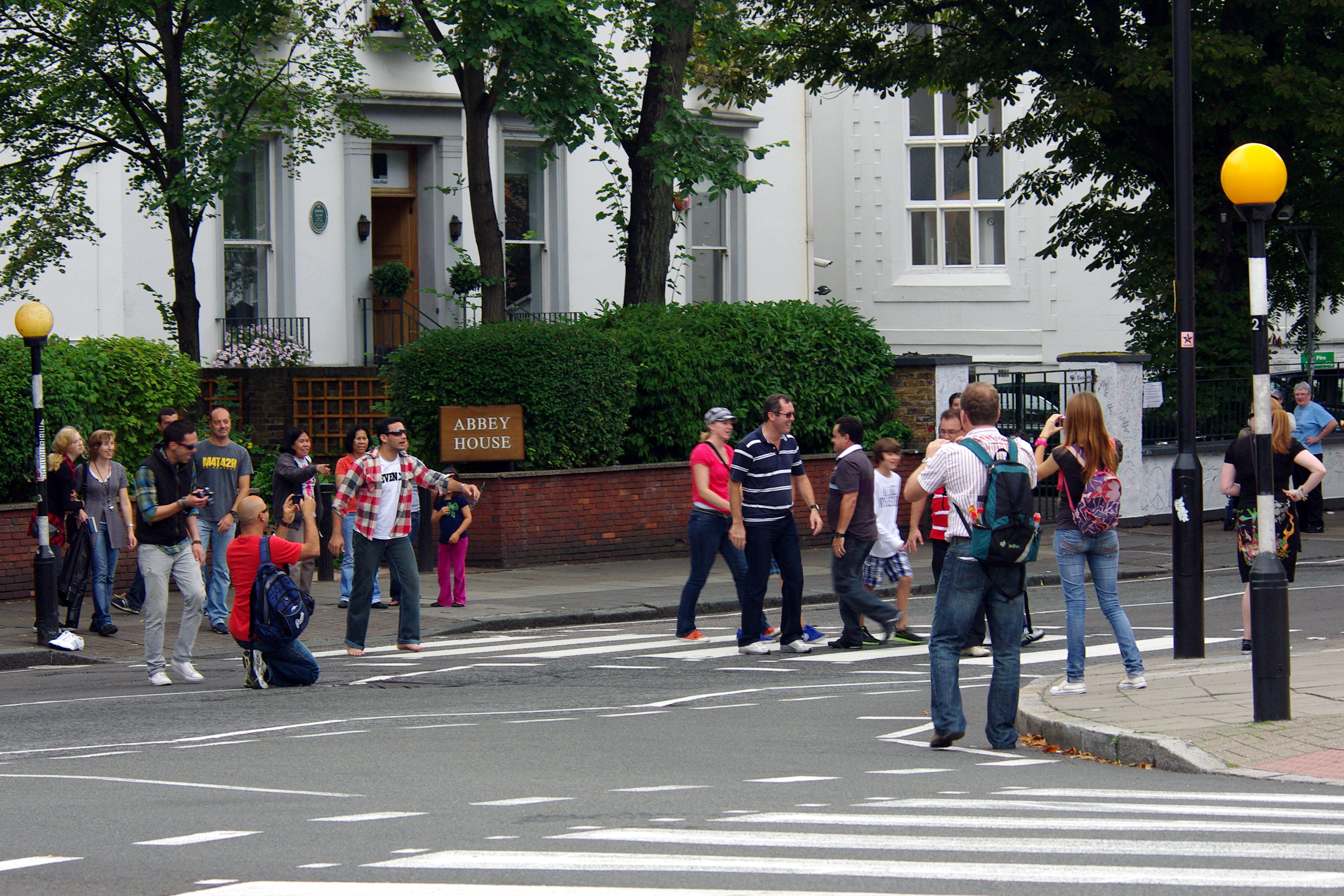
Turisti in posa sulle strisce (2010)

Nel 1969 John chiamò Macmillan per la copertina di Abbey Road. I Beatles avevano inciso la maggior parte della loro musica presso gli Abbey Road Studios (all'epoca ancora "EMI Studios"), St John's Wood, Londra. Quindi avevano deciso di intitolare il loro ultimo album come il nome della strada dove sorgevano gli stessi.
Un paio di giorni prima della seduta fotografica, Macmillan ricevette uno schizzo a matita da Paul McCartney, dove era spiegato come doveva apparire l'immagine. Per le foto, Iain decise di utilizzare una macchina fotografica Hasselblad. L'8 agosto 1969, verso le 11:30 del mattino, Macmillan salì su una scala di circa 3 metri di altezza nel mezzo della strada e scattò sei foto dei Beatles che attraversavano le strisce pedonali. Un poliziotto venne appositamente chiamato per controllare il traffico. I Beatles di solito venivano in studio verso le 2-3 del pomeriggio, quindi l'orario per le foto fu scelto per evitare assembramenti di fan. Circa il Maggiolino Volkswagen sullo sfondo, il fotografo raccontò: «la macchina si trovava già lì, era stata lasciata da qualcuno in vacanza. Nessuno con alcun collegamento con i Beatles. Un poliziotto cercò di farla spostare via per noi, ma non ci riuscì».
Prima foto: John guida la fila da sinistra verso destra seguito da Ringo, Paul e George. I Beatles mantengono questo ordine in tutte le foto successive. C'è una Mercedes che sta uscendo dallo studio dietro di loro. John non guarda verso la camera mentre Paul e George sono a metà strada. Paul indossa un paio di sandali.

Seconda foto: I Beatles attraversano la strada da destra verso sinistra, sempre nel medesimo ordine.

Terza foto: Da sinistra a destra nuovamente, si vede un po' di traffico sullo sfondo. Si vedono un taxi, due furgoni e un autobus a due piani double-decker bus che attende di poter passare. Paul adesso è scalzo a piedi nudi.

Quarta foto: Camminano da destra verso sinistra. Il traffico è sparito ma l'autobus si è fermato. Questa è la foto che appare sulla copertina del libro Abbey Road di Brian Southall.

Quinta foto: Questa è la foto che venne utilizzata per la copertina dell'album ed è l'unica dove si vede Paul con una sigaretta fra le dita. I tre uomini sulla sinistra sopra la testa di Paul sono Alan Flanagan, Steve Millwood e Derek Seagrove. Erano tre decoratori d'interni di ritorno dalla pausa pranzo. Sul lato destro tra John e la testa di Ringo c'è Paul Cole, un turista americano.

Sesta foto: Ringo è leggermente indietro rispetto al passo di John. Il bus ha invertito la marcia per tornare indietro.
Al termine della seduta fotografica per la copertina, Macmillan cercò un cartello stradale con il nome della strada da usare per il retro dell'album. Lo trovò all'angolo con Alexandra Road. Mentre scattava la foto al cartello, una ragazza con un vestito azzurro gli passò davanti all'obiettivo della macchina fotografica. Inizialmente Iain si alterò perché gli aveva rovinato lo scatto, ma in seguito decise di utilizzare ugualmente la foto. Il muro dove era posizionato il cartello stradale è stato demolito alcuni anni dopo.

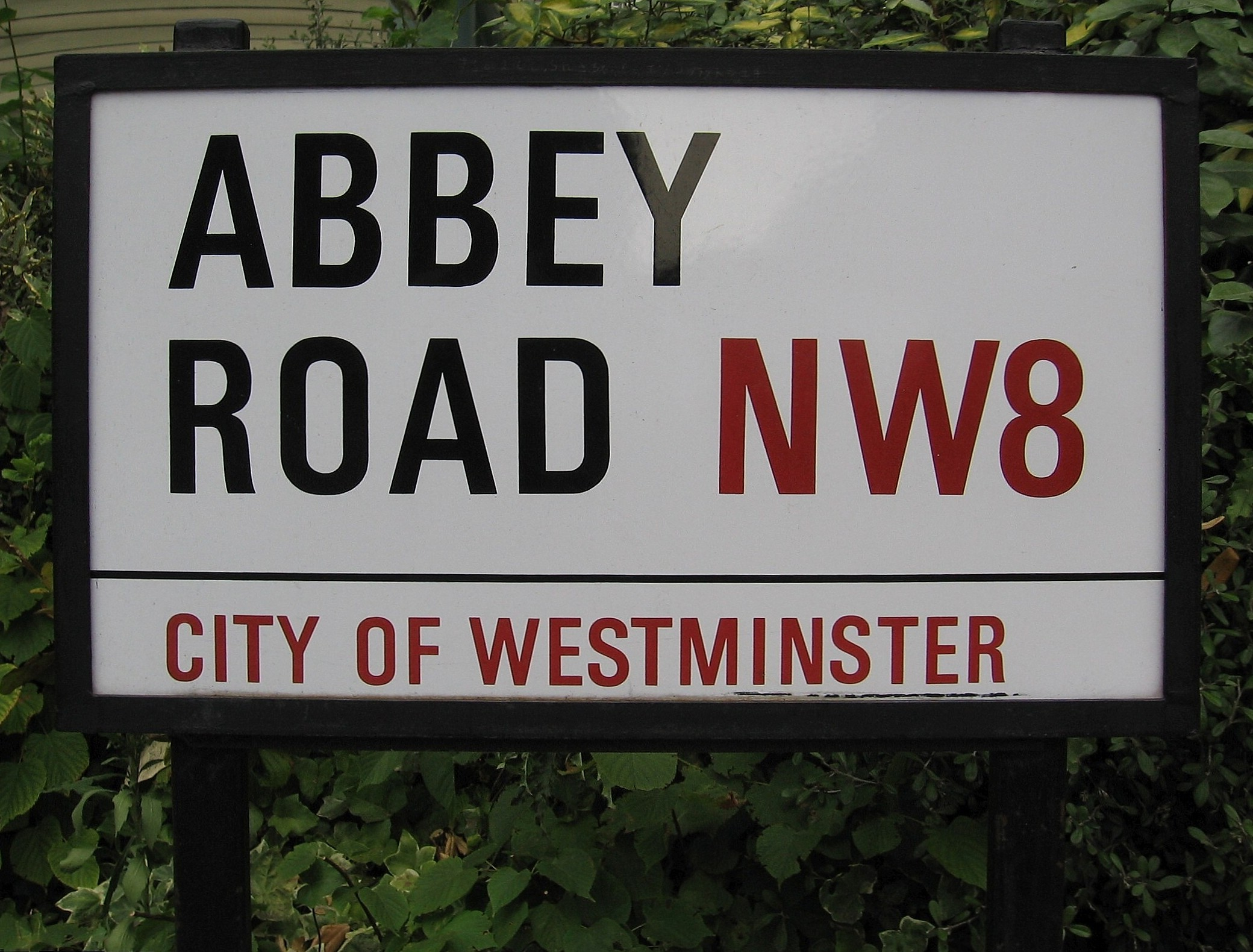
La targa stradale di Abbey Road

Diversi elementi in questa foto contribuirono ad alimentare la leggenda della morte di Paul McCartney: Paul è l'unico scalzo e fuori passo, e nel Regno Unito i morti vengono sepolti scalzi; in testa al gruppo c'è Lennon che dovrebbe rappresentare il gran sacerdote, ministro del culto, o forse un angelo, (in contrapposizione con il polverone alzato dallo stesso John, dopo aver affermato che “I Beatles sono più famosi di Gesù Cristo”) a seguire Ringo Starr completamente vestito di nero (da impresario delle onoranze funebri) e in ultimo George Harrison vestito tutto in jeans, come un becchino; la targa LMW 281F (letta 28IF) del maggiolino parcheggiato sulla sinistra indicherebbe l'età di Paul se fosse stato in vita all'epoca dell'uscita del disco (ma all'epoca della celebre fotografia, scattata l'8 agosto 1969, Paul aveva 27 anni, essendo nato il 18 giugno 1942); LMW viene interpretato come "Linda McCartney Weeps" (Linda McCartney piange); il fatto che Paul, mancino, tenga una sigaretta nella destra. Sul lato opposto un grosso furgone nero parcheggiato ricorda un Black Maria, di quelli utilizzati dalla polizia mortuaria negli incidenti stradali.
I riferimenti a questa celebre copertina in opere di altri artisti sono numerosi, come per esempio McLemore Avenue dei Booker T. & the M.G.'s. The Abbey Road E.P., dei Red Hot Chili Peppers, ha la copertina con i membri del gruppo intenti ad attraversare lo stesso passaggio pedonale completamente nudi tranne un calzino per ciascuno indossato per coprire il pene. Fra i tanti altri, hanno parodiato la copertina di Abbey Road in una delle loro opere discografiche i Beatallica, Benny Hill, Chubb Rock e Kanye West.
Lo stesso McCartney, con riferimento alla leggenda della propria morte, riprese l'immagine nella copertina del suo album dal vivo Paul Is Live, per la quale richiamò appositamente Macmillan, e alla fine del video del brano Spies Like Us.
Il passaggio pedonale di quella celebre foto è oggi una vera e propria attrazione turistica, con centinaia di visitatori che ogni giorno, da più di cinquant'anni, si mettono in posa per una foto ricordo sulle strisce pedonali più fotografate al mondo.

### Carriera successiva
Dopo la separazione dei Beatles, Macmillan continuò a lavorare con John & Yoko. Si occupò della nuvola sulla copertina dell'album Live Peace in Toronto 1969, di alcune foto per il disco Some Time in New York City, della fotografia del film Erection, delle illustrazioni per il libro Flies di Yoko Ono, e della copertina del libro Grapefruit, sempre della Ono.
Negli anni settanta, Macmillan divenne fotografo part-time del college di Stoke-on-Trent. Nel 1980 fu l'autore della copertina dell'album Hinge and Bracket at Abbey Road, parodia della sua celebre foto dei Beatles. Negli anni ottanta alcuni suoi lavori furono esposti negli Stati Uniti e in Europa. La BBC utilizzò alcune sue foto per la serie televisiva The Rock 'n' Roll Years. Dopo la morte di sua madre, Macmillan torna a vivere a Carnoustie, Scozia. Il 22 luglio 1993, fotografa nuovamente Paul McCartney sulle strisce pedonali di Abbey Road, questa volta per la copertina del disco Paul Is Live.

## Morte
L'8 maggio 2006, all'età di 67 anni, Macmillan è morto a causa di un tumore al polmone.